# Copa del Rey de barcos de época
La Copa del Rey de barcos de época es una competición náutica internacional que se celebra anualmente en la isla de Menorca, España. La regata es organizada por el Club Marítimo de Mahón, ubicado en el puerto de Mahón. El evento está dedicado a la vela clásica y de época, reuniendo embarcaciones históricas y emblemáticas del mundo. 

## Historia
Fue creada con el objetivo de promover y preservar el patrimonio marítimo y la cultura de la navegación clásica. Desde su primera edición en 2003, el evento ha crecido en popularidad y prestigio, atrayendo a tripulaciones de todo el mundo, así como a un público interesado en las embarcaciones históricas.

## Tipos de Embarcaciones
La regata está abierta a diferentes tipos de embarcaciones clásicas, que se dividen en varias categorías:
- Época: Embarcaciones construidas antes de 1949.
- Clásicos: Yates construidos entre 1949 y 1975.
- Espíritu de Tradición: Barcos construidos siguiendo métodos tradicionales definidos por el reglamento del Comité Internacional del Mediterráneo (CIM) y barcos que posean un certificado RI Clásico válido expedido por la  Real Asociación Nacional de Cruceros (RANC).
- Grandes Barcos: Barcos de más de 30m de eslora.
- Goletas: Barcos aparejados como goleta

## Relevancia Internacional
Es reconocida por su alto nivel de competición y por la belleza de los barcos participantes. Además de su valor deportivo, es un escaparate para la conservación del patrimonio marítimo, ya que muchas de las embarcaciones que compiten son restauradas meticulosamente para mantener su estado original. La regata es parte del circuito internacional de regatas clásicas y cuenta con el apoyo de instituciones nacionales e internacionales. 

## Importancia cultural y turística
Este evento no solo es relevante a nivel deportivo, sino que también se ha convertido en un importante atractivo turístico para Menorca. Durante los días de la competición, la isla recibe a numerosos visitantes que se acercan para admirar las embarcaciones y disfrutar del ambiente náutico y cultural.